# Camorra
Camorra je italská zločinecká organizace působící v Neapoli, potažmo v celé Kampánii. Její činnost se podobá aktivitám sicilské Cosa Nostry.
Mnozí členové Camorry uprchli na přelomu 19. a 20. století do Spojených států, kde se podíleli na vzniku italsko-americké mafie. Camorra operuje nejen v Itálii, ale i v dalších zemích Evropy včetně České republiky.

## Historie

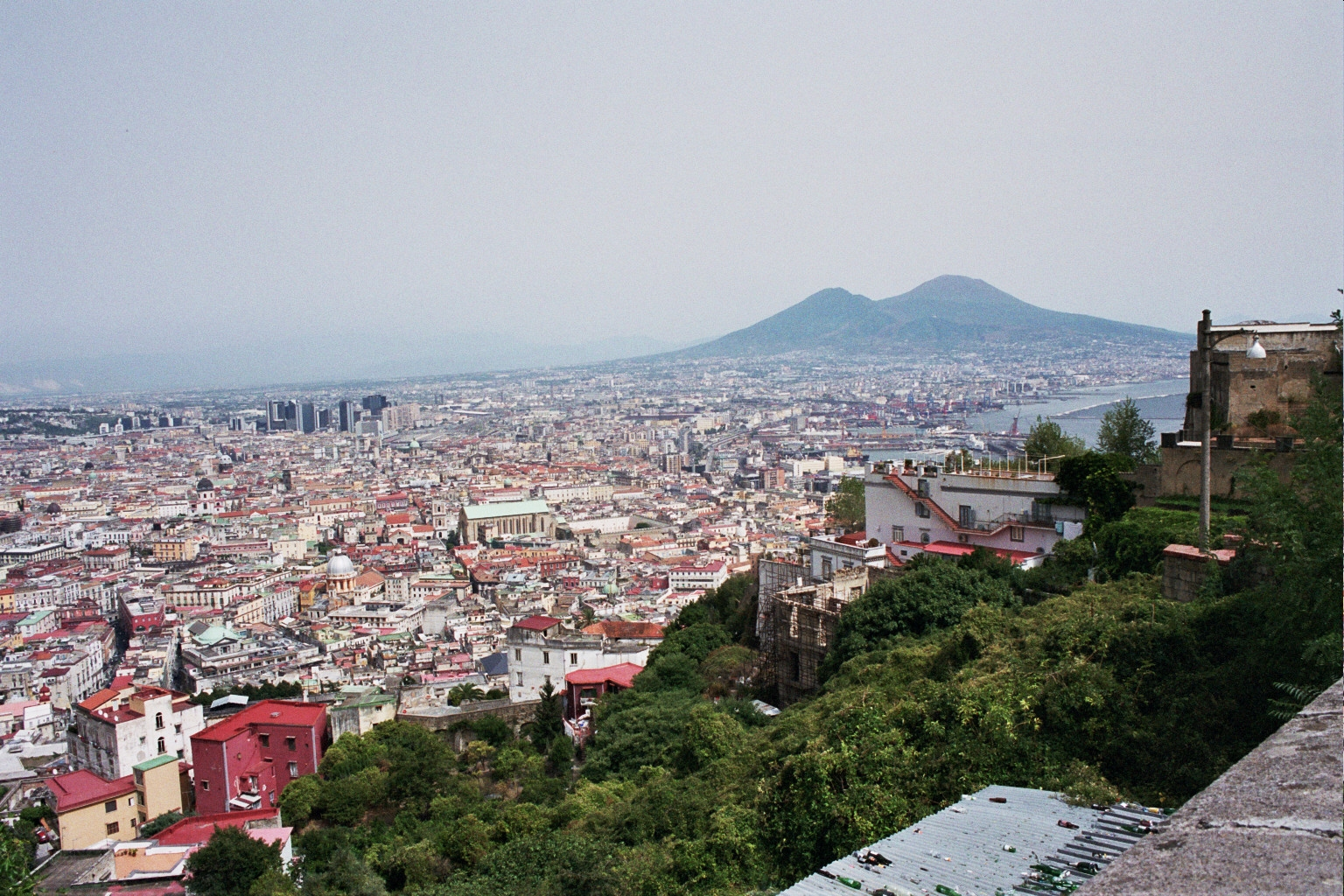
Neapol, působiště Camorry

Přestože se několikrát zdálo, že již byla prakticky vyhlazena, např. když byly pozatýkány desítky jejích předních bossů, vždy se znovu objevila. Odhaduje se, že v současnosti má Camorra tisíce členů, kteří jsou rozděleni do desítek klanů, navzájem znepřátelených. Mají rozdělené sféry vlivu, jednotlivé čtvrti Neapole a části Kampánie.
Mezi členy Camorry patří např.: Raffaele Cutolo, Lorenzo a Angelo Nuvoletta, Pasquale a Salvatore Lo Russo, Pasquale Galasso, Lorenzo Dominici, Edoardo Contini, Carmine Alfieri, Michele Zaza, Paolo di Lauro, Francesco Schiavone (Sandokan), Michele Zagaria a Antonio Iovine.

## Aktivity
Jednou z hlavních činností Camorry je obchod s drogami, který tvoří významnou část jejích příjmů. Zaměřuje se především na pašování heroinu z Turecka a kokainu z Jižní Ameriky, které dále distribuuje po celé Evropě, zejména přes přístavy v jižní Itálii.
Camorra využívá rozsáhlé pašerácké sítě a kontakty na mezinárodní kartely, což jí umožňuje efektivně řídit obchodní trasy a obcházet bezpečnostní složky. Díky své flexibilní struktuře a silnému vlivu v regionu Kampánie, zvláště v oblasti Neapole, zůstává jedním z klíčových hráčů v evropském drogovém podsvětí.
Mezi aktivity Camorry patří i lichva a obchod se zbraněmi, podílí se také na výrobě padělků luxusního zboží. Od italských obchodníků vymáhá peníze za ochranu (podle odhadů odvádí vyděračům z Camorry určitou část zisku až 80 % neapolských obchodníků).
Nemalým zdrojem příjmů Camorry je ilegální zpracování průmyslového odpadu. V této oblasti začala Camorra podnikat v 80. letech. Oproti legálním zpracovatelům nabízí Camorra levnější služby. Toxické látky pak končí na černých skládkách a polích, odpad bývá zakopáván do země nebo venku spalován. V okolí Neapole, kde je nejvíce nelegálních skládek, byl zaznamenán zvýšený počet zhoubných nádorů a vrozených vad. V roce 2003 muselo být zabito 6000 kusů dobytka, který se choval na mléko pro výrobu mozzarelly, kvůli vysokému výskytu dioxinů.
V neposlední řadě získává Camorra peníze z organizované prostituce, obchodu s cigaretami a s léky pro doping. V rukou Camorry končí také velká část dotací Evropské unie.
Mafie tak disponuje obrovským kapitálem, který investuje do nemovitostí, kupuje firmy a expanduje do dalších zemí světa.

## Války v 2. polovině 20. století

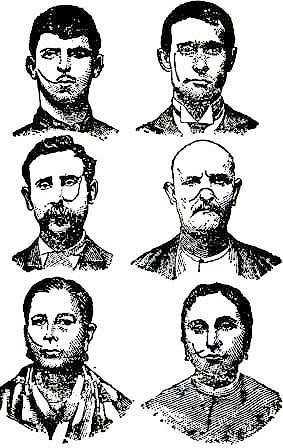
Členové Camorry, 1906

S Camorrou nebojuje jen policie, ale i samotní členové Camorry, resp. jednotlivé klany mezi sebou.
V 70. letech 20. století založil Raffaele Cutolo organizaci La Nuova Camorra Organizzata (NCO), proti které stála La Nuova Famiglia. Válka mezi oběma gangy si za rok 1982 vyžádala 264 obětí.
Další velký konflikt se odehrával mezi lety 1989–1991. Jedním z hlavních aktérů byl Carmine Alfier.
V březnu roku 1996 došlo alespoň k částečnému ochromení Camorry, když policie zatkla 187 jejích členů.
Na přelomu let 2004 a 2005 se odehrála Faida di Scampia v rámci klanu Di Lauro a jeho odtrženou frakcí Scissionisti. Na jejím konci došlo k zatčení vrchních představitelů klanů Paola di Laura, Raffaela Amata a Vincenza Pacianteho. Veřejný polibek zatknuvších bosů Paola di Laura a Vincenza Parianteho měl být podle expertů symbolickým aktem a ukázkou, že válka je ukončena.
Podle některých pokračuje dodnes (viz vraždy Salvatoreho Scognamiglia a Salvatoreho Paolilla ze srpna 2011). 
Další z nových konfliktů se odehrál v říjnu roku 2006 mezi klany Di Lauro, Licciardi a Misso-Mazzarella-Sarno.
| 80. léta   | 90. léta   | 0. léta    |
| ---------- | ---------- | ---------- |
| 1980 – 134 | 1990 – 222 | 2000 – 118 |
| 1981 – 193 | 1991 – 223 | 2001 – 80  |
| 1982 – 264 | 1992 – 160 | 2002 – 63  |
| 1983 – 204 | 1993 – 120 | 2003 – 83  |
| 1984 – 155 | 1994 – 115 | 2004 – 139 |
| 1985 – 155 | 1995 – 148 | 2005 – 90  |
| 1986 – 107 | 1996 – 147 | 2006 – 97  |
| 1987 – 127 | 1997 – 130 | 2007 – 31  |
| 1988 – 168 | 1998 – 132 |            |
| 1989 – 228 | 1999 – 91  |            |

## Česko
Mezi zahraničními kriminálními organizacemi působícími na území České republiky patří Camorra k těm nejaktivnějším. Svou činnost zde začala vyvíjet krátce po listopadové revoluci. Jedná se o např. o klany Cicciardi, Giuliano, Alfieri, Contini a Dinardo. Boss Giuliano byl v roce 2018 zatčen.
Kupují zde nemovitosti (zejm. v Praze) i celé firmy, provozují restaurace a obchody kvůli praní špinavých peněz, prodávají padělané zboží, obchodují s kradenými auty a drogami. Přitom spolupracují s českým podsvětím a ruskou mafií.
V květnu roku 2000 vyvrcholila společná akce italské a české policie, kdy bylo zatčeno 33 členů Camorry, dva z nich na území České republiky. Jednalo se o obchod s drogami tzv. Jižní balkánskou cestou. Kosovskoalbánská mafie kupovala v Turecku heroin, který pak zde přebírala Camorra a pašovala ho dále do zemí západní Evropy. Osoby zadržené na území ČR byli Antonio Melandrino a Senatore Vincenzo. V Praze ve Vinohradském pavilonu měli svou centrálu, navenek prodejnu obuvi Italia Sangiorigo.

## Roberto Saviano
V roce 2006 vyšla v Itálii kniha s názvem Gomorra (Mondadori, Miláno 2006), která popisuje praktiky Camorry, její strukturu i aktivity, včetně podrobných popisů. Její autor, Roberto Saviano (narozen v Neapoli roku 1979), se však v současnosti musí ze strachu o svůj život ukrývat na neznámém místě.